# Museo Gino Tonutti
Il museo Gino Tonutti si trova nel comune di Remanzacco ed è nato dalla grande passione per macchinari, auto e motori dell'imprenditore Gino Tonutti, scomparso nel 2003, che ha raccolto e messo a disposizione dei visitatori circa duecento esemplari di macchine agricole, che mostrano l'evoluzione tecnologica da metà Ottocento fino ai nostri giorni. Inoltre vi è raccontata la storia del motore a scoppio applicato alle automobili e motociclette.
Collocato su un'area di 10.800 m2, il museo è suddiviso in quattro sezioni.

## Sezioni

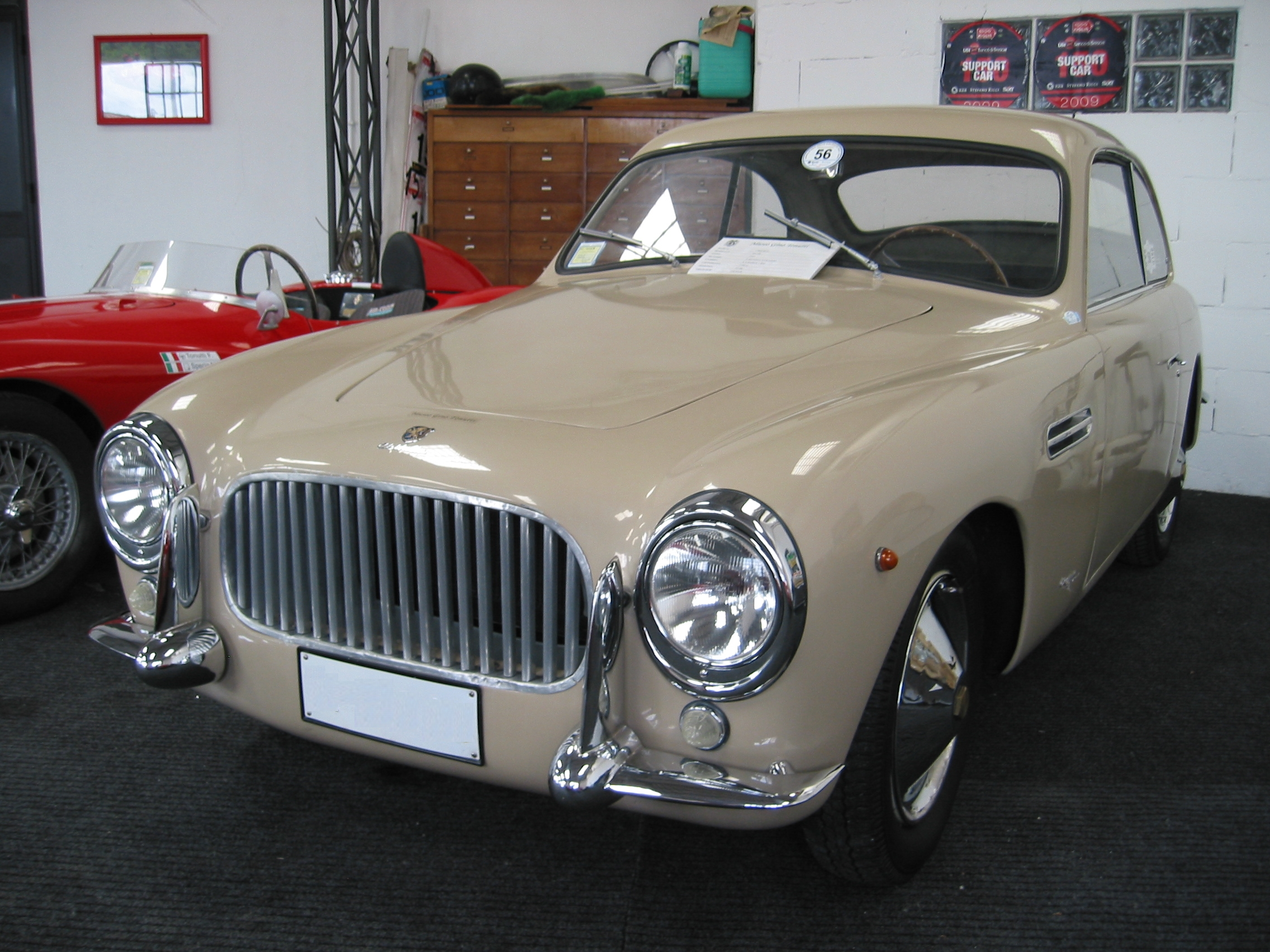
Cisitalia 303 DF Coupé 1952

### Sezione officina fabbrile
La sezione contiene macchinari e attrezzi del battiferro, partendo da oggetti di vera e propria archeologia industriale come utensili del 1864 per fabbricare carri ed aratri.

### Sezione macchinari agricoli
Contiene attrezzi agricoli dal tardo Ottocento fino ad oggi.

### Sezione auto d'epoca
Si possono ammirare una serie di auto d'epoca a partire dal 1915.

### Sezione moto d'epoca
Si possono ammirare una serie di moto europee ed americane a partire dai primi anni del XX secolo.